# Рошкован, Людмила Романовна
Людми́ла Рома́новна Рошкова́н (1 июля 1938, Москва — 20 мая 2020, Москва) — советская российская актриса, основатель московского драматического театра «Человек», заслуженный деятель искусств РФ.

## Биография
Родилась 1 июля 1938 года в Москве, в семье инженера-технолога Государственного института по проектированию предприятий кондитерской промышленности (Гипроконд) Романа Исааковича Рошкована (1907—1942) и бухгалтера Брониславы Леопольдовны Рошкован (урождённая Пелиновская, 1909—1969). Во время войны была эвакуирована с родителями и сестрой Галиной (1934) в Казань. Отец — уроженец местечка Валегуцулово Ананьевского уезда Херсонской губернии, инженер Главпищеконцентрата, старший лейтенант — был в ноябре 1942 года призван на фронт и погиб 15 декабря того же года в боях под селом Новая Калитва Воронежской области.
В 1961 году окончила студию при Московском театре имени Ленинского комсомола, в 1965 году — режиссёрский факультет Московского института культуры.
С 1966 года работала актрисой и режиссером в театрах Москвы и городов России. В 1974 году основала театральную студию при Московском институте связи, получившую затем название «Театр-студия „Человек“», ныне — Московский драматический театр «Человек»; руководила театром более 40 лет. С 2018 года — заслуженный президент театра.
Умерла в Москве 20 мая 2020 года после продолжительной болезни. Похоронена на Введенскoм кладбище в Москве (колумбарий, секция 7).

## Творчество
режиссёр
театр «Человек»
- 1974 — «Человек, победивший смерть»
- 1975 — «В списках не значился» Б. Л. Васильева
- 1976 — «Владимир Маяковский»[К 1]
- 1978 — «Люди живут» Ю. Я. Принцева
- 1979 — «Смерть Тарелкина» А. В. Сухово-Кобылина
- 1980—1981 — «Вечер одноактной польской пьесы» (1 часть — «В открытом море» С. Мрожека; 2 часть — «Картотека» Т. Ружевича)[К 1]
- 1982 — «Реквием для губной гармоники» Э. А. Ветемаа[К 1]
- 1990 — «Стриптиз» С. Мрожека
- 1994 — «Молитва» Ф. Аррабаля
- 1995 — «Ночные бдения» Бонавентуры
- 1998 — «Клопомор» С. Бодрова и Г. О. Слуцки
- 1999 — «Зигзаги» (спектакль-посвящение А. С. Пушкину) Ф. Рабле, А. Пушкин, Д. Хармс, В. Друк
- 2003—2004 — «Фандо и Лис» Ф. Аррабаля
- «Зима под столом» Р. Топора

## Награды
- Заслуженный деятель искусств РФ (22.5.1993)[12]

## Комментарии
1. 1 2 3  Спектакль был запрещён для публичного исполнения.